# Ernest Weekley
Ernest Weekley (Hampstead, 27 aprile 1865 – 7 maggio 1954) è stato un lessicografo e filologo britannico.

## Biografia
È noto principalmente come autore di dizionari etimologici della lingua inglese. La sua opera maggiore, An Etymological Dictionary of Modern English (1921; 850 pagine), è stata spesso citata come risorsa da altri autori di dizionari etimologici nel corso dei 90 anni dalla sua pubblicazione. 
Dal 1898 al 1938 è stato docente di lingue moderne all'Università di Nottingham. Nel 1899 si sposò con 
la tedesca Frieda von Richthofen, dalla quale ebbe tre figli: Charles Montague (nato nel 1900), Elsa Agnès (nata nel 1902) e Barbara Joy (nata nel 1904). Nel 1913 divorziò da Frieda dopo che lei lo lasciò per unirsi allo scrittore D.H. Lawrence. Si pensa che la vita e le relazioni di Frieda con Weekley e Lawrence siano state l'ispirazione per il famoso romanzo di Lawrence, L'amante di Lady Chatterley, come descritto da Annabel Abbs nel suo romanzo biografico, Frieda (Einaudi, 2020).

## Pubblicazioni
- The Romance of Words (1912)
- The Romance of Names (1914) [2]
- Surnames (1916)
- An Etymological Dictionary of Modern English (1921) [3]
- A Concise Etymological Dictionary of Modern English (1924)
- Words Ancient and Modern (1926)
- More Words Ancient and Modern (1927)
- Adjectives — and other words (1930)
- Words and Names (1932)
- Something about words (1935)
- Jack and Jill. A Study in Our Christian Names (1939)
- Words Ancient and Modern (nuova edizione, 1946)